# 喬克托 (路易斯安那州)
喬克托（英語：Choctaw）是位於美國路易斯安那州拉福什堂區的一個普查規定居民點。

## 人口
根據2020年美國人口普查的數據，喬克托的面積為16.19平方千米，當中陸地面積為16.19平方千米，而水域面積為0.00平方千米。當地共有人口775人，而人口密度為每平方千米47.87人。